# Ђардинело (Палермо)
Ђардинело (итал. Giardinello) је насеље у Италији у округу Палермо, региону Сицилија.
Према процени из 2011. у насељу је живело 1699 становника. Насеље се налази на надморској висини од 259 м.

## Становништво
| 1931. | 1936. | 1951. | 1961. | 1971. | 1981. | 1991. | 2001. | 2011. |
| ----- | ----- | ----- | ----- | ----- | ----- | ----- | ----- | ----- |
| 1.191 | 1.212 | 1.373 | 1.284 | 1.344 | 1.371 | 1.681 | 1.900 | 2.258 |